# Un viaje de locos
 Un viaje de locos es una película de Argentina filmada en Eastman Color dirigida por Rafael Cohen según el guion de Alejandro Faccio y Augusto Giustozzi sobre una idea de Rafael Cohen que se estrenó el 1 de agosto de 1974, que tuvo como actores principales a Donald, Taryn Power y Claudia de Colombia. Fue filmada parcialmente en Bariloche y Pinamar.

## Sinopsis
Como premio en un concurso de belleza dos chicas ganan un viaje a Bariloche.

## Reparto
Participaron del filme los siguientes intérpretes:
- Donald ... Él mismo
- Taryn Power ... Fedora
- Richard Harrison
- Claudia de Colombia ... Liliana Conti
- Marcelo Marcote ... Él mismo
- Juan Carlos Galván ... Ludovico
- Carmen Vallejo
- Linda Peretz.   Lucía
- Noemí Laserre ... madre de Fedora
- Juan Alberto Mateyko
- Pancho Guerrero
- Antonio Gasalla ... Él mismo
- Carlos Perciavalle ... Él mismo
- Raúl Ricutti ... falso ciego
- Liliana Cevasco
- Teresa Wilson
- Silvia Bolster
- Eva Klein
- Marcos Angel Buono
- Dora Lys
- Osvaldo María Cabrera
- Atilio Regaló
- Pascual Ambrosetti

## Comentarios
Riz en Mayoría escribió:

”Un viaje de locos…y también para locos.”

Noticias opinó:

”Por momentos, Gasalla hace reír, pero son instantes que desaparecen ante la constante histeria que acometen los personajes cada vez que se inicia un diálogo.”

Manrupe y Portela escriben:

”Comedia elemental, hiperkitsch, con el único atractivo de ver a Perciavalle y Gasalla versión ’70. Taryn Power es la hija de Tyrone Power. ¿ Alguien puede decir algo de Richard Harrison ?”